# Olivier de Broons
Olivier de Broons (mort le  20 février 1501) ecclésiastique breton qui fut abbé de l'abbaye Saint-Aubin des Bois de 1484 à 1495 et de l'abbaye Saint-Melaine à Rennes de 1490 à 1501.

## Biographie
Olivier de Broons est le fils d'Olivier de Broons et de Marie du Teillay. Ancien moine de l'abbaye Saint-Florent de Saumur, prieur du Tremblay et abbé de Saint-Aubin des Bois depuis 1484. Il est élu par les moines de Saint-Melaine abbé après la mort de Jean Le Lyonnais en 1486. Mais le duc François II de Bretagne lui oppose son beau-frère Pierre de Foix et il doit se retirer.
Il est élu une seconde fois en 1490 après la mort de Pierre de Foix mais a de nouveau un compétiteur en la personne d'Antonio Gentile Pallavicino, cardinal de Sainte-Anastasie, candidat du Pape Innocent VIII. Il bénéficie désormais du soutien de la duchesse Anne de Bretagne qui interdit aux moines de reconnaitre le candidat pontifical. Ce dernier doit se retirer contre une pension de 150 ducats et les prieurés de Bédée et de la La Selle-Guerchaise. En 1495 il se démet de son abbaye de Saint-Aubin des Bois en faveur de son frère Jean de Broons. Olivier de Broons peut ensuite jouir en paix jusqu'à sa mort le 20 février 1501 de son abbaye dont il est le dernier abbé véritablement régulier.

## Armoiries
La famille de Broons portait :
d'azur à la croix d'argent filée de gueules